# Intelligence Support Activity

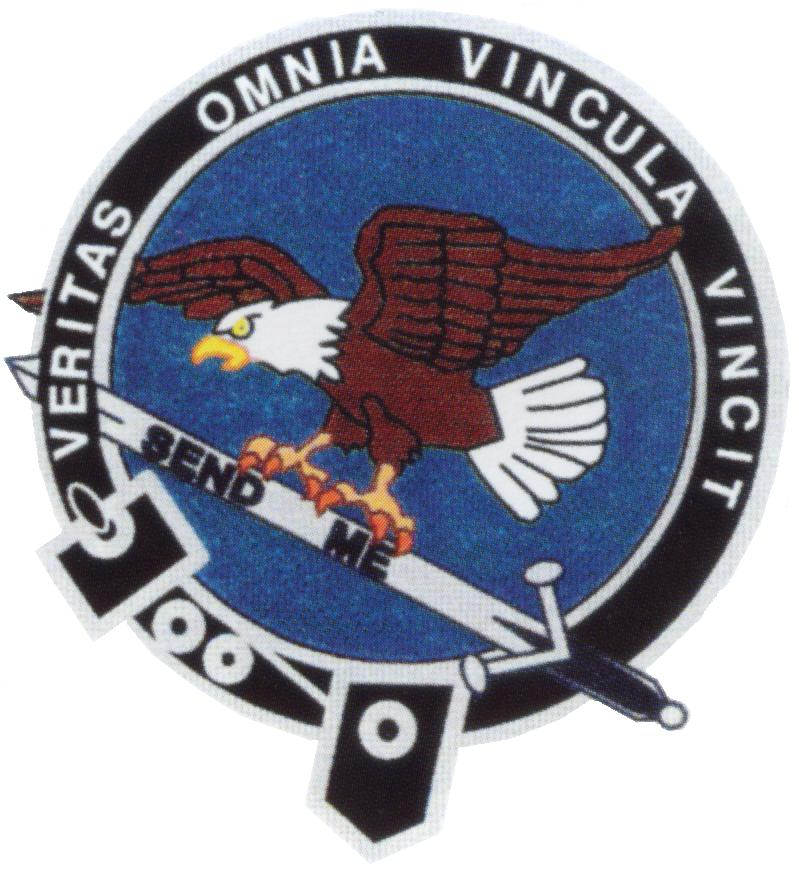
Emblemat ISA

Intelligence Support Activity, skrótowiec ISA – jednostka specjalna wsparcia wywiadu wojskowego Stanów Zjednoczonych Ameryki.
Nazwę można przetłumaczyć dosłownie jako Służba Wsparcia Wywiadu. Powstała ona w związku z przetrzymywaniem amerykańskich zakładników wewnątrz ambasady w Iranie w 1979. Przyczyną był brak możliwości pozyskania we wrogim, zanarchizowanym kraju informacji niezbędnych do przeprowadzenia operacji uwolnienia tych osób. Okazało się, że nowoczesne techniki rozpoznania elektronicznego nie pozwalają na pozyskanie niezbędnych danych o sytuacji w ambasadzie. Uzależnienie zaś amerykańskiej machiny wojennej od techniki spowodowało zastój w rozwoju tradycyjnych form wywiadu osobowego. Podczas omawianego incydentu nawet członkowie zachodnioniemieckiej GSG 9 oferowali pomoc w zdobyciu informacji z zajętej przez irańskich studentów ambasady, pod przykryciem ekipy telewizyjnej. Z kolei terenowi agenci  CIA nie mieli wystarczającego przygotowania wojskowego, nie potrafili na drodze obserwacji bezpośredniej obiektów ustalić liczby strażników, organizacji systemu wart, uzbrojenia i zapasu amunicji, poziomu wyszkolenia i tym podobnych kwestii.
Z uwagi na coraz częstsze zaangażowanie USA w tajne operacje przeciwko ekstremistom na całym świecie takie szczególne umiejętności, łączące kompetencje funkcjonariusza wywiadu z wiedzą typowo wojskową stały się potrzebne. Miało to szczególnie związek z powstaniem Dowództwa Operacji Specjalnych (SOCOM), któremu podlegać miały w ramach działań bojowych jednostki specjalne amerykańskich sił zbrojnych. Formacje takie mogły w odpowiednich warunkach okazać się wyjątkowo skuteczne, lecz jednym z warunków ich powodzenia było m.in. precyzyjne rozpoznanie. Dlatego też powołano ok. roku 1981 służbę wywiadowczą w ramach US Army, ISA, która miała takie zadania realizować w praktyce na korzyść sił specjalnych. Ponieważ swe działania miała wykonywać dla oddziałów komandosów, jej agenci musieli osobiście znać specyfikę takich wojsk, stąd personel polowy dobierano spośród żołnierzy jednostek podlegających US SOCOM. ISA mogła zarówno pozyskiwać dane wywiadowcze poprzez bezpośrednią obserwację, jak i prowadzić rozpoznanie elektroniczne oraz w razie potrzeby samodzielnie wykonywać pomniejsze, lecz wymagające wyjątkowej tajności, akcje specjalne.
Wiadomo, że służba ta w celach operacyjnych występowała pod różnymi nazwami, na przykład Torn Victor. Przypisuje się jej udział w polowaniu na barona narkotykowego Pabla Escobara, udział w poszukiwaniach zbrodniarzy wojennych w byłej Jugosławii oraz uczestniczenie w ramach tzw. Task Force 21 w pościgu za Saddamem Husajnem.
Niezależnie od wielu niesprawdzalnych informacji nt. faktycznych misji tej służby warto zauważyć, że posiadanie podobnych struktur, w formie dostosowanej do warunków i potrzeb konkretnego kraju, taka komórka jest niezbędna, aby posiadane jednostki specjalne były autentycznie zdolne do działań bojowych. Bez pozyskiwania, analizy i interpretacji specjalnych informacji wywiadowczych użycie nawet elitarnej jednostki specjalnej może okazać się nieskuteczne i niecelowe, czego przykładem jest operacja Szpon Orła, będąca praprzyczyną powstania ISA.
W sierpniu 2014 ISA przeprowadziła rozpoznanie możliwości ewakuacji irackich jezydów z regionu atakowanego przez organizację wojenną Państwo Islamskie.